# Silvio Oddi
Silvio Angelo Pio Oddi (Morfasso, 14 de novembro de 1910 — Cortemaggiore, 29 de junho de 2001) foi prelado da Igreja Católica Romana e diplomata da Santa Sé italiano.

## Biografia
Oddi estudou no Collegio Alberoni, Piacenza, sua diocese de origem, de 1926 a 1933 (filosofia, teologia e moral). Foi ordenado sacerdote em Roma em 21 de maio de 1933 e continuou seus estudos na Pontifícia Universidade São Tomás de Aquino, Angelicum, e na Pontifícia Academia Eclesiástica, depois da qual ingressou no serviço diplomático da Santa Sé em 1936 e foi designado para o cargo na Delegação Apostólica ao Irã até 1939. A partir desse ano até 1945, ocupou um cargo semelhante na Síria e no Líbano, depois no Egito (1945-1948) e na França (1948-1951). Ele se tornou chefe da Nunciatura Apostólica na Iugoslávia em 1951. Em 30 de julho de 1953, o Papa Pio XII nomeou-o Bispo Titular de Mesembria e Legado Apostólico para Jerusalém, Palestina, Transjordânia e Chipre. Em 27 de setembro do mesmo ano, ele recebeu ordenação episcopal de Angelo Giuseppe Roncalli, o futuro Papa João XXIII. Tornou-se Internuncio no Egito em 1957, Núncio na Bélgica e Internuncio no Luxemburgo em 1962.
Como bispo, participou do Concílio Vaticano II (1962-1965), no final do qual o papa Paulo VI o criou cardeal em 28 de abril de 1969, designando-lhe a igreja titular de Sant'Agata dei Goti e nomeando-o Legado papal para a Basílica de São Francisco em Assis, além de dar-lhe a responsabilidade pelo santuário de Loreto. Tornou-se prefeito da Congregação para o Clero em 28 de setembro de 1979, cargo que ocupou até a aposentadoria em 1986. Em 1989, participou, como legado papal, do funeral do imperador japonês Hirohito.
- Protetor Espiritual da Ordem Militar e Hospitaleira de São Lázaro de Jerusalém (Obediência de   Malta )
- Cardinalis Patronus da Millitia Templi, um grupo de cavaleiros católicos sediado em Poggibonsi, na Província da Toscana.

Ele morreu em 29 de junho de 2001 e foi enterrado na igreja paroquial de Morfasso.

## Referência
- Salvador Miranda. fiu.edu – The Cardinals of the Holy Roman Church (em inglês). Universidade Internacional da Flórida http://cardinals.fiu.edu/ Em falta ou vazio |título= (ajuda)
- Cheney, David M. «Silvio Oddi» (em inglês). Catholic-Hierarchy.org